# Блажен Евгений Босилков (Габрово)
„Блажен Евгений Босилков“ е християнска енория в Габрово, България, част от Никополската епархия на Римокатолическата църква.

## История на енорията
Енорията в Габрово е една от най-младите католически общности не само в Никополската
епархия, а и в цяла България. През 60-те години на XX век в града, който се развива като значителен индустриален център, се заселват множество католически семейства от Ореш, Белене, Драгомирово, Малчика и др. През 90-те години е поставено началото на енорията, благодарение на усилията на пасионистите отец Марко Партенца и отец Ремо Гамбакорта.
Това е първата енория в България, посветена на Блажения Евгений Босилков – Никополски епископ и мъченик. Впоследствие за общността в енорията се грижат последователно салезианите отец Георги Свобода и отец Петър Цвъркал.
От 1 януари 2012 г. енорийски свещеник в Габрово е отец Страхил Каваленов.
През септември 2023 година за енорийски свещеник на Габрово е назначен отец Патрик Болонски. Свещеникът, роден през 1995 година в Полша, започва служение в България през 2022 година, като през март 2023 година е ръкоположен за дякон от Никополския епископ Страхил Каваленов.
Към енорията принадлежат и католиците от Севлиево, Трявна, Дряново и околните села.

## Енористи
- отец Ремо Гамбакорта (2004-)
- отец Георги Свобода (2007-)
- отец Петр Цвркал (2008-2010)
- отец Страхил Каваленов (2012-)

## Храм
Енорийската църква в Габрово се помещава в закупена през 1998 г. сграда.
Храмов празник – 13 ноември.